# Amor embruixat
Amor embruixat (títol original: Un amour de sorcière) és una pel·lícula francesa dirigida per René Manzor, estrenada l'any 1997. Ha estat doblada al català.

## Argument
Som al crepuscle de la bruixeria. El nombre de bruixes baixa, i el problema és el de la seva descendència. Molok Edramareck (Jean Reno), l'últim buixot masculí existent, no té successor... Per la seva banda, Morgane (Vanessa Paradís), bruixa del Bé, l'una de les quatre últimes bruixes encara viva i l'única que pot tenir fills, és mare d'un adorable bebè d'onze mesos: Arthur. També, el proper 14 de juny, a les 6 del matí, aquest farà l'any i com tots els bebès bruixots, haurà de ser apadrinat. Si és un bruixot del Bé qui l'apadrina, els seus poders seran posats al servei del Bé. Si, pel contrari és apadrinat per un bruixot del Mal, els seus poders s'orientaran cap al Mal. Desgraciadament, no queda més que un bruixot a la Terra, Molok, i aquest defensa el Mal...
L'única solució per Morgane és fer perdre els seus poders a Arthur, amb la finalitat que Molok no vulgui res d'ell i que no serveixi el Mal. Per aquest fer, ha de sacrificar en el moment fatídic – o sigui el 14 de juny a les 6 del matí – un simple mortal l'aniversari del qual coincideixi amb aquesta data i aquesta hora. Tres homes a la Terra responen a aquests criteris. Però Molok, que ha considerat que Morgane pugui recórrer a aquesta escapatòria, els mata un a un. Per sort, la bruixa arriba a atreure l'últim d'aquests abans que Molok no l'enxampi: un inventor americà del nom Michael Firth (Gil Bellows). Una vegada que Michael haurà estat sacrificat, Arthur és salvarà. Però el que Morgane no ha previst, és de caure enamorada de Michael.

## Repartiment
- Vanessa Paradis: Morgane Edramareck
- Jean Reno: Molok Edramareck
- Gil Bellows: Michael Firth
- Jeanne Moreau: Eglantine Edramareck
- Dabney Coleman: Joel Andrews
- Katrine Boorman: Rita
- Fantin Lalanne: Arthur Edramareck
- Malcolm Dixon: Merlin
- Éléonore Hirt: Chloé Edramareck
- Louise Vincent: Flor Edramareck
- Clément Harari: l'especier
- Paula Dehelly: la cangur
- Nicholas Hawtrey: Thompson
- Agathe de la Boulaye: La infermera
- Patrick Floersheim: el policia de l'aeroport
- Gilbert Melki: el detectiu
- Jean-Paul Solal: el metge
- Rémy Roubakha: el detectiu
- Daniel Milgram: el taxista a París
- Jesse Joe Walsh: el taxista a Nova York
- Jim Adhi Limas: No Guyen

## Al voltant de la pel·lícula
- El rodatge s'ha desenvolupat a París, Nova York, Venècia, així com als Pirineus Atlàntics, Seine-Sant-Denis, Val-de Oise, Essonne, Oise i Aveyron.[3]
- El film ha estat rodat dues vegades. Una primera en francès, i el segon en anglès.[4]
- El títol anglès és Witch Way Love.
- A petició de Jean-Félix Lalanne, Patsy ha interpretat en anglès la banda original del film en duo amb Michael Jones.